# Ayrton Senna's Super Monaco GP II
Ayrton Senna's Super Monaco GP II (アイルトン・セナ スーパーモナコGP II) é um jogo eletrônico de Fórmula 1 estilo arcade desenvolvido e fabricado pela Sega, lançado em 1992, e a continuação do Super Monaco GP.
O jogo foi lançado para os consoles Master System, Mega Drive e o Game Gear, aparecendo nos Estados Unidos em 16 de julho de 1992, no Japão em 17 de julho de 1992, e algum tempo depois, ainda em 1992, na Europa. Ostentando uma "física realista" pra época, foi o jogo de corrida de consoles mais bem recebido no momento do lançamento. O jogo também foi endossado e teve a contribuição técnica do então campeão de Fórmula 1 Ayrton Senna, que venceu o Grande Prêmio de Mônaco seis vezes, sendo cinco de forma consecutiva entre 1989 e 1993. O desenvolvimento do jogo também foi auxiliado por Senna, que forneceu seu próprio conselho sobre cada uma das pistas apresentadas no jogo.

## Jogabilidade

Uma captura de tela típica do jogo. O jogador está correndo em um carro do assento do motorista, enquanto um retrovisor está acima, um tacômetro está à esquerda e um mapa está à direita.

Super Monaco GP 2 foca nas tentativas do jogador de ganhar o Campeonato Mundial de Pilotos ou em ganhar o "Senna GP". Existem três modos diferentes de corrida. No Senna GP, o jogador corre uma corrida, semelhante ao Super Monaco GP da versão anterior do jogo. No entanto, nesta versão, existem três pistas para escolher: o circuito agrícola de Senna em Tatuí, São Paulo, e outras duas pistas fictícias, desenhadas pelo próprio Senna. O jogador deve escolher em qual pista deseja competir e selecionar se deseja dirigir com uma caixa de câmbio automática, de 4 marchas ou 7 marchas. Uma volta preliminar deve ser realizada, cujo resultado determina a colocação do jogador no grid de largada. O jogador deve então tentar ganhar o Senna GP; uma exibição dos tempos de volta do jogador é dada após a corrida.
No campeonato mundial, o jogador compete contra outros 15 pilotos nas pistas que compõem o calendário da Temporada de Formula 1 de 1991, com o objetivo final de ganhar pontos suficientes para se tornar o Campeão Mundial de Pilotos. Existe também um modo de treino. Muito parecido com o aquecimento no modo campeonato, o jogador tem a opção de treinar livremente ou simular uma corrida. No entanto, neste modo, o jogador pode escolher o número de voltas, a posição inicial e, em alguns casos, o tempo. Um easter egg no jogo permite a seleção da moto de Super Hang-On.
No modo iniciante, após o jogador digitar seu nome e nacionalidade, eles têm a opção de aquecer primeiro, completando quantas voltas livres  quiserem, ou indo direto para o modo de corrida. Selecionar o modo corrida forçará o jogador a escolher o tipo de caixa de câmbio que deseja; a volta preliminar então começa, determinando o lugar do jogador no grid para o próximo grid. O modo mestre é o mesmo que a versão para iniciantes, exceto que o jogador pode progredir para equipes melhores através de rivais desafiadores. O jogador pode, antes de cada corrida, selecionar um rival contra quem competir. Se o jogador vencer o mesmo rival várias vezes consecutivamente (de duas a quatro vezes), então o jogador e o rival trocam de lugar; isto é, o jogador assume o lugar do rival com sua equipe, e o rival é rebaixado à antiga equipe do jogador. Isso não faz parte da Fórmula 1, mas algo específico para o jogo. Existem 5 ligas diferentes de equipe.

## Desenvolvimento
O passo inicial para Ayrton Senna's Super Monaco GP II veio da Tectoy, distribuidora da Sega no Brasil. Tectoy abordou a Sega do Japão com o conceito de desenvolver um jogo estrelado pelo piloto brasileiro de F1. O vice-presidente executivo da Sega do Japão, Shoichiro Irimajiri, conhecia pessoalmente Senna, tendo sido anteriormente executivo da Honda com sua divisão de F1, o fornecedor de motores da equipe de Senna na McLaren, sob sua supervisão. Com o início do desenvolvimento do jogo, o próprio Senna estava pessoalmente envolvido em fornecer orientação para o jogo e garantiu que ele visse as mudanças que ele sugeriu para o jogo; uma visita que Senna fez à sede da Sega do Japão pouco antes do Grande Prêmio do Japão de 1991 resultou em uma visita de três horas e meia, com os desenvolvedores reunindo-se para encontrá-lo. Senna também gravou segmentos de voz comentando sobre cada uma das pistas de F1 no jogo; ele se recusou a gravar um segmento para o Circuito de Barcelona-Catalunha, até ele correr pela primeira vez no Grande Prêmio da Espanha de 1991, sua primeira vez na pista. O modo Senna GP contou com três pistas exclusivas desenhadas pelo próprio piloto, sendo que uma delas é a reprodução fiel da que Senna tinha em sua chácara em Tatuí.

## Recepção
A revista Mega colocou o jogo em 5º no seu "Top Mega Drive Games of All Time".